# Rito

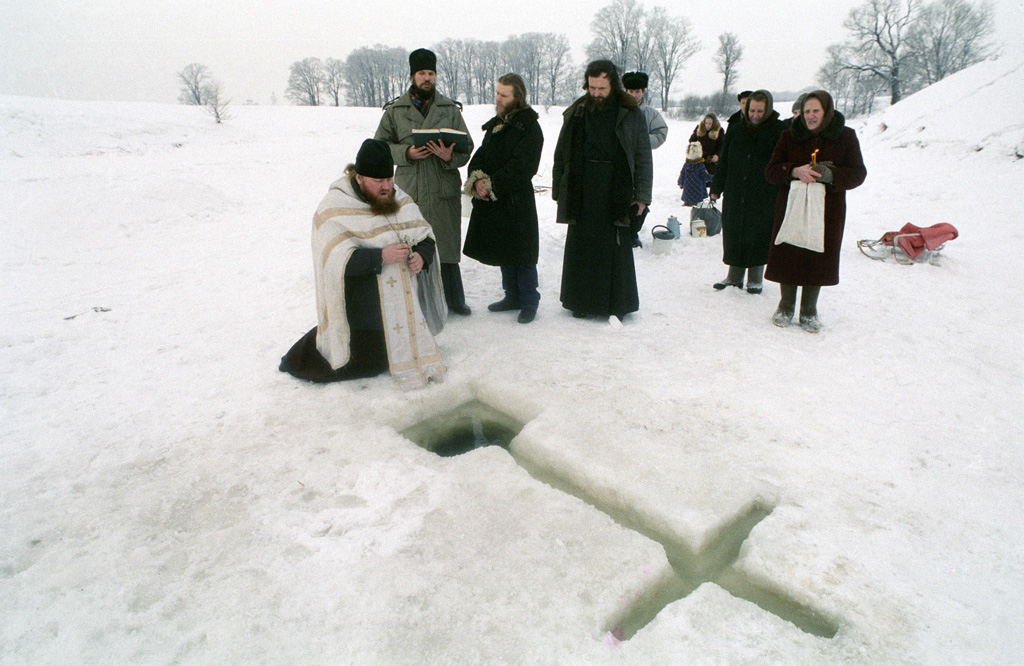
Sacerdote performando un rito en Bogolyubovo, Rusia.

Un rito (del latín ritus) es un acto religioso o ceremonial, repetido invariablemente en cada una de las comunidades culturales. Tienen un carácter que es la expresión del contenido de los mitos. La celebración de los ritos (ritual) puede consistir en fiestas y ceremonias, de carácter más o menos solemne, según pautas que establece la tradición o la autoridad religiosa o de la organización correspondiente, también sirve para ritos humanos como sacrificios con animales destinados para tal fin.[cita requerida]

## Principales tipos de ritos
- De purificación, que se celebran por medio del agua: por ejemplo, los baños rituales y los bautismos. Lavan al individuo de su culpa y lo hacen digno ante la divinidad correspondiente.
- De sangre, que consisten en el derramamiento de sangre: por ejemplo la circuncisión con fines religiosos o los sacrificios religiosos.
- De tránsito o de paso: se dan en momentos clave de la vida de una persona (nacimiento, pubertad, matrimonio, muerte); son específicos para cada comunidad y cultura.
- Funerarios: relacionados con la muerte y el paso a la otra vida.
- De iniciación: Aquellos que tienen como intención, simbolizar y marcar la transición de un estado a otro, en la vida de una persona.
- Relativos a fenómenos naturales: la primavera, la siembra, la cosecha, las tempestades.
- Exorcismos: para sacar los malos espíritus o demonios de algún lugar o de alguna persona.
- De consagración: de personas (reyes, sacerdotes) o de lugares (templos).
- De conmemoración: en recuerdo de acontecimientos, instituciones, hechos fundacionales.
- De acción de gracias: por las cosechas, por salir de una enfermedad grave, por haber sido salvado de un peligro.
- De expiación: para pedir el perdón divino.

En algunas religiones, los rituales puede llevarlos a cabo cualquier creyente, mientras que en otras se necesita la mediación de una persona o institución especial: el oficiante. Esta es la diferencia que existe entre las religiones individualistas como, por ejemplo, la religión de los esquimales, y las religiones comunitarias y eclesiásticas, como la cristiana o la islámica, que presuponen la tarea de un sacerdote o mediador.